# Mr.ゲーム&ウォッチ
Mr.ゲーム&ウォッチ（ミスター ゲームアンドウォッチ、Mr. GAME & WATCH）は、1980年から任天堂より発売された「ゲーム&ウオッチ」シリーズに登場したキャラクターに使用される名称で、呼称は「ゲムヲ」、「ミスゲー」など。キャラクターデザインは、当時、任天堂クリエイティブ課に所属していた加納誠。元になった作品は「ゲーム&ウオッチ」だが、大乱闘スマッシュブラザーズシリーズでのキャラクター名は「Mr.ゲーム&ウォッチ」とされている。

## 概要
｢Mr.ゲーム&ウォッチ｣という呼称は『大乱闘スマッシュブラザーズDX』で初めて使用された名称である。この名称は大乱闘スマッシュブラザーズシリーズでは後述するゲーム&ウオッチシリーズを総括した人型のキャラクターを指すが、『みんなのリズム天国』では｢マリオズ・セメントファクトリー｣、｢シェフ｣、｢ジャッジ｣などを出典とする統一された姿を見せないキャラクターの呼称として使用されており、これはゲーム&ウオッチに登場したキャラクターを総じてこの名称で呼称する例である。ここではゲーム&ウオッチシリーズの登場キャラクターを｢Mr.ゲーム&ウォッチ｣として記載する。
ゲーム&ウオッチは1980年に発売された『ボール』が第1作であり、歴史としてはドンキーコング(1981年)やマリオ(同年)よりも古く、任天堂による古参ゲームキャラクターの一人である。活躍したゲーム&ウオッチが電子ゲームであったため、後年の作品に登場する際はいかなるハードであっても単色のシルエットのような姿である。大乱闘スマッシュブラザーズシリーズなどでは声の代わりにゲーム&ウオッチの効果音を発するが、『ゲームボーイギャラリー4』ではマリオと共に司会を担当し、普通に会話をしている。
大乱闘スマッシュブラザーズシリーズのラインナップで『amiibo』からフィギュアが発売されており、基本の姿の他に『パラシュート』や『ジャッジ』の姿に付け替えることができる特別な仕様となっている。

## 登場作品
- ゲームボーイギャラリーシリーズ - ｢むかしモード｣などで登場。
  - ゲームボーイギャラリー（1997年）
  - ゲームボーイギャラリー2（1997年）
  - ゲームボーイギャラリー3（1999年）
  - ゲームボーイギャラリー4（2016年[注 1]）
- 大乱闘スマッシュブラザーズシリーズ - ファイターとして登場。
  - 大乱闘スマッシュブラザーズDX（2001年）
  - 大乱闘スマッシュブラザーズX（2008年）
  - 大乱闘スマッシュブラザーズ for Nintendo 3DS / Wii U（2014年）
  - 大乱闘スマッシュブラザーズ SPECIAL（2018年）
- メイド イン ワリオシリーズ-主にモブキャラクターとしてゲスト登場。
  - メイド イン ワリオ（2003年）
  - あつまれ!!メイド イン ワリオ（2003年）
  - まわるメイドインワリオ（2004年）
  - さわるメイドインワリオ（2004年）
  - おどる メイド イン ワリオ（2006年）
  - ゲーム&ワリオ（2013年）
  - メイド イン ワリオ ゴージャス（2018年）
- リズム天国シリーズ - ｢はたらくまんじゅう｣に登場。一部のモードでは名前の記載も確認できる。
  - みんなのリズム天国（2011年）
  - リズム天国 ザ・ベスト+（2015年）
- スーパーマリオシリーズ
  - スーパーマリオメーカー（2015年）
  - スーパーマリオオデッセイ（2017年）
- その他
  - カードeリーダー+（2001年）
  - DS楽引辞典（2005年）
  - ドンキーコング リターンズ（2010年）

## 大乱闘スマッシュブラザーズシリーズ
ゲーム&ウオッチの各作品に登場していた名も無き人物や数あるギミックが集約され、一つのキャラクターとしてまとめられている。初登場はシリーズ第2作目『DX』から。他のキャラは3Dで登場しているが、Mr.ゲーム&ウォッチに限っては原典に倣って2Dで表現されており（3Dのポリゴンを2Dに圧縮している。)、体が薄っぺらいためにふっとばされやすいという性質を持たされている。なお、このシリーズにおいては基本の姿を「ファイア」、「ヘルメット」、「パラシュート」で登場したモブキャラクターのデザインをモチーフとしている。トーナメント戦のキャラのグラフィックでは真っ黒というキャラクターの特性上、白色で表現されている。

### 大乱闘スマッシュブラザーズDX
『大乱闘スマッシュブラザーズDX』でゲーム&ウオッチに登場する住民を代表して登場した、最後の隠しキャラ（出現条件自体もMr.ゲーム&ウォッチ以外の隠しを含む全キャラでシンプル・アドベンチャー・ターゲットをこわせ!のいずれか1つをクリアするか、1000回対戦すると挑戦者として出てくるので勝つ＝必然的に最後に登場する隠しキャラとなる）である。
初登場作となる今作において、開発段階では1つ1つのアクションだけでなく、移動モーション自体も原作どおりコマ送りにする案もあったが、「あまりに遊びにくかった」ため現在のような移動のみ滑らかなものになった。声の代わりにゲーム&ウオッチの効果音が出る。全体的に動きが速くパワーも高めだが、ペラペラしているせいで非常に軽くアイテムを使うのが下手（使う動作がコマ送りとなる為かなり遅い）。技は全てゲーム&ウオッチのゲーム1作品ずつを元にしている。また技の性能もかなり個性的で、出した数字によって攻撃が変わる「ジャッジ」、相手のエネルギー系の飛び道具を3回吸収すると2倍にして返す技「オイルパニック」などがある。例外的に投げ技4種はすべて「ボール」で、つかみ攻撃は本体内蔵の「アラーム」になっている。
ホームステージである「フラットゾーン」はゲーム&ウオッチのゲーム『ヘルメット』を元にしており、見た目もそのままゲーム&ウオッチ本体である。このステージは大変狭く、他のキャラも2Dのようになる。仕掛けは『ヘルメット』の他に『マンホール』や『オイルパニック』を元にしたものがある。このゲーム&ウォッチの名前は「スマッシュブラザーズ（SMASH.BROS）」となっている。

### 大乱闘スマッシュブラザーズX
『大乱闘スマッシュブラザーズX』では前作に引き続き隠しキャラとして参戦している。なお、動き全般が『DX』より速くなり、アイテム関係のハンデは無くなった。上必殺ワザの「ファイア」は「パラシュート」を組み合わせたものとなり、空中通常攻撃が「パラシュート」から「トロピカルフィッシュ」に、上スマッシュ攻撃が後述の「最後の切りふだ」の追加により、名称が「オクトパスヘッドバット」に変更された（技自体に変更は無い）。
本作から採用となった各キャラ固有の大技「最後の切りふだ」は「オクトパス」。同名ゲームの巨大タコに変身して暴れまわる。
ホームステージとして「フラットゾーン2」が新たに登場しており、「ファイア」「ライオン」「シェフ」「オイルパニック」は元々はマルチスクリーン版で画面は2つあったが、今作では下画面が登場）を再現したものに切り替わっていくステージギミックとなっている。続編の『大乱闘スマッシュブラザーズ for Nintendo 3DS』でもホームステージとして採用されている。
アドベンチャーモード『亜空の使者』におけるMr.ゲーム&ウォッチについては、亜空軍を参照。同モードの作中ムービーでは、プレイヤーキャラクターの初登場時にキャラクターの名前のテロップが出るのだが、唯一Mr.ゲーム&ウォッチのみテロップ表示が無い。

### 大乱闘スマッシュブラザーズ for Nintendo 3DS / Wii U
『大乱闘スマッシュブラザーズ for Nintendo 3DS / Wii U』では参戦の発表前に、E3で公開された映像のラストに登場した。発売前の時点では本編への参戦については不明であったが、引き続き隠しキャラでの参戦となった。キャラクターは1から作り直しており、デザインが多数変更されている他、下アピールが変更されている。強化アイテムは「松明」「ボタン電池」「LSI」と他の参戦キャラとかなり異なっている。
ホームステージは、3DS版が上述の通り「フラットゾーン2」、Wii U版は『DX』の「フラットゾーン」と『X』の「フラットゾーン2」を組み合わせた「フラットゾーンX」。
『スマブラ×ポケモン』キャンペーンでは条件付きで参戦キャラクターの出典である『ゲームボーイギャラリー3』をプレゼントされる。『Nintendo総合ソフトカタログ2014年・夏』の『Wii U』版との連動がある。『amiibo』の記事でもパラシュートの姿で登場している。

### 大乱闘スマッシュブラザーズ SPECIAL
『大乱闘スマッシュブラザーズ SPECIAL』は旧作登場ファイターの全員参戦を掲げており、シリーズで初めて発売前時点において参戦が公式に発表された。本作では各種ワザを使用した際に、それぞれのワザに対応した原作の姿へと変化するようになった。
前作まで「マリオズ セメントファクトリー」をモチーフとしていた空中前攻撃は「マリオズ ボンアウェイ」をモチーフにした爆弾を投下するワザに変更された。ホームステージには、前作から「フラットゾーン(X)」が続投されている。
先述の通り、本作からはワザの発動時にMr.ゲーム&ウォッチの姿が出典のビジュアルに変幻する仕様となったが、横スマッシュ攻撃発動時のデザインが一部、オリジナルのデザインから変更されている。これは発売前の11月3日に公式から配信された「プレミアムファイト 東京大会 小学生以下部門(1回戦～5回戦)」にて、横スマッシュ攻撃発動時にインディアンを象徴する羽根飾りが描かれた姿になることが判明し、海外を中心に問題視されたことによる。ワザの出典となる「ファイアアタック」(1982年)が、インディアンの攻撃から砦を守るという内容であり、デザインも忠実に再現されたものであったが、ネイティブ・アメリカンへの差別的表現であるとの指摘からニンテンドー・オブ・アメリカは「表現のチェック漏れがあった」と謝罪し、製品版では羽根飾りの削除されたビジュアルに変更となった。